# Chiesa di Nostra Signora delle Grazie (Recco)
La chiesa di Nostra Signora delle Grazie è un luogo di culto cattolico situato nella frazione di Megli, in salita Santa Spina, nel comune di Recco nella città metropolitana di Genova. La chiesa è sede della parrocchia omonima del vicariato di Recco-Uscio-Camogli dell'arcidiocesi di Genova.

## Storia

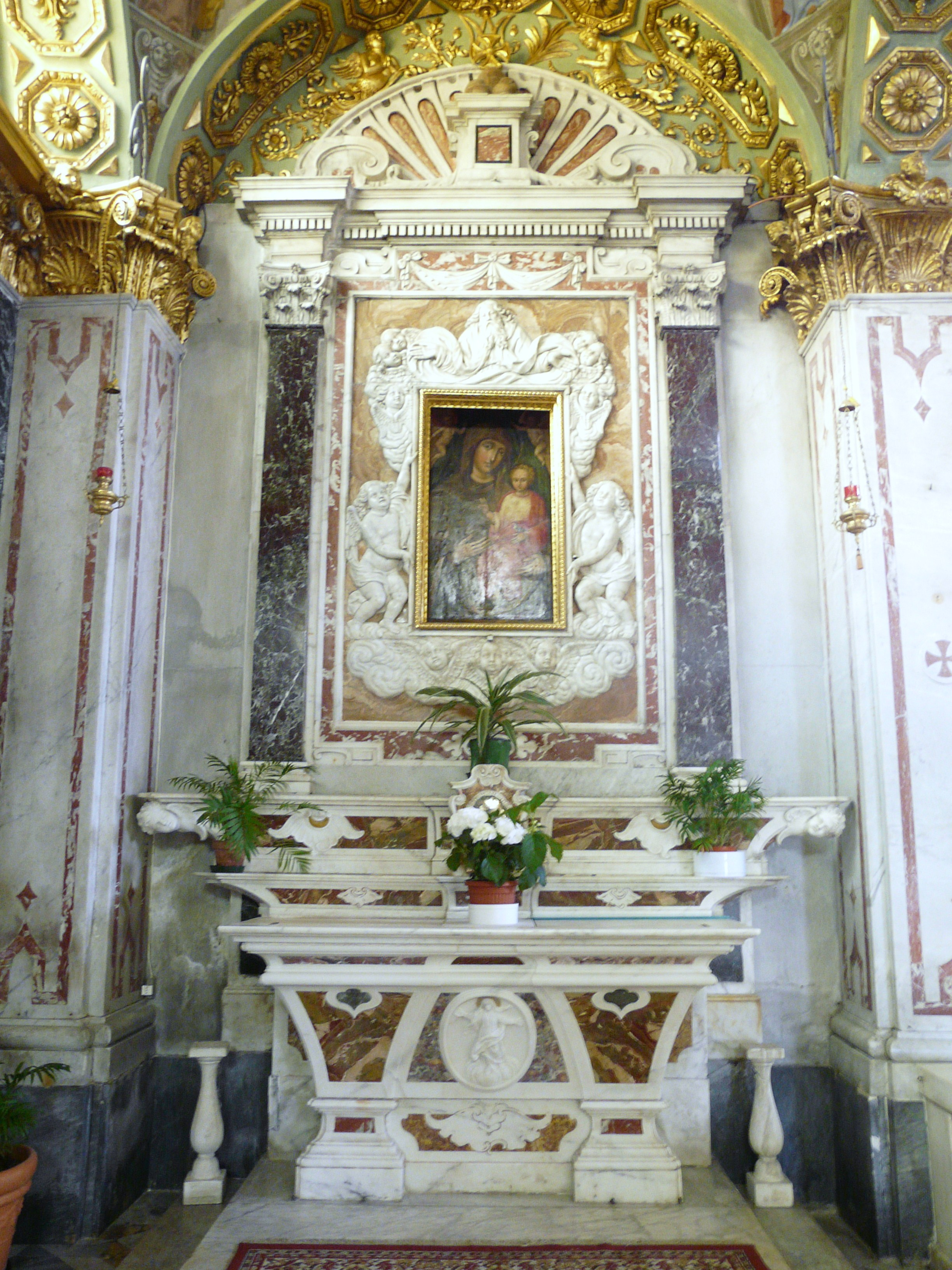
Il dipinto bizantino nell'omonimo altare

Secondo la tradizione popolare fu il capitano di galee Fabiano Ageno, di ritorno dalle Crociate in Terrasanta, a volere sulla collina di Megli un luogo di culto. L'edificio prese corpo nel corso del 1216, con l'intitolazione a Nostra Signora delle Grazie. Lo stesso capitano donò all'erigenda chiesa una tavola lignea della Madonna delle Grazie col Bambino, d'origine bizantina, sottratta in Oriente e ancora oggi esposta al culto religioso.
Una delle prime citazioni scritte della chiesa (S. Maria del Muegio) e del suo pastore (presbiter Johannes) è risalente ad un Syndacatus datato al 1311.
L'opera fu nel corso dei secoli ampliata sensibilmente: nel 1582 esisteva solamente la navata centrale; nel 1615 con la donazione della famiglia Capurro fu costruito il presbiterio, mentre la costruzione della navata sinistra è il frutto dell'intervento effettuato nella prima metà del XVIII secolo. Furono i rettori Michele Antona (1825) e Giacomo Maria Garibaldi i promotori del nuovo ampliamento verso la parte destra (navata), della realizzazione del pavimento e del piazzale antistante. La finale decorazione in stile barocco avvenne verso la fine dell'Ottocento.
Consacrata probabilmente nel 1520, la chiesa fu eretta al titolo di prevostura l'11 maggio del 1891 da monsignor Salvatore Magnasco arcivescovo di Genova.

## Descrizione

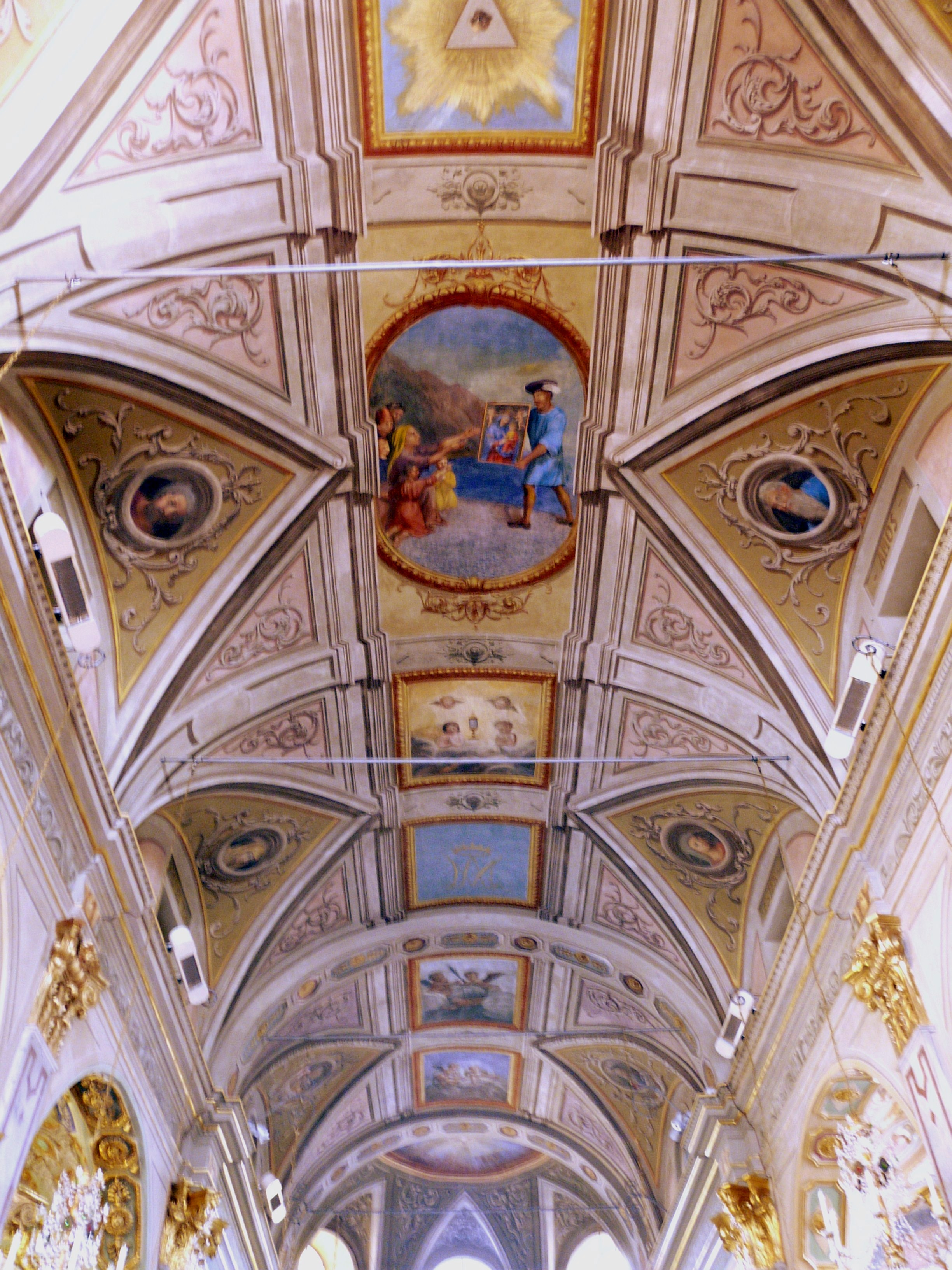
Particolare dei soffitti della navata centrale

La struttura della chiesa si presenta a tre navate, divise da due pilastri per parte e sette altari ai lati. L'altare maggiore è opera marmorea del 1755 (come riporta la scritta nel marmo), sotto la cura pastorale del rettore Olivari, che di fatto ne sostituì uno ligneo. L'altare della Madonna delle Grazie, nella parte sinistra, conserva l'omonima immagine della Vergine, donata dal capitano Ageno nel 1216, che fu incoronata con corona d'oro, donata dalle donne della comunità di Megli, tramite l'apposito decreto del Capitolo Vaticano datato al 16 febbraio 1902 ed attuato l'8 giugno dello stesso anno.
Un altro altare del 1860 è dedicato alla Santa Spina dove, secondo la tradizione popolare, qui sarebbe conservata un frammento di una spina della corona di Gesù. La reliquia è collocata in un reliquario consto da un piedistallo d'argento che sorregge un cilindrico cristallo sormontato da una crocetta; un angioletto in argento, dentro al cristallo, tiene in una mano sollevata la reliquia della santa spina. Tale prezioso reperto religioso, sempre secondo alcuni scritti storici della famiglia Ageno, fu portata a Recco via nave da un loro avo - l'ammiraglio Giulio Ageno - di ritorno nel 1309 dalla Terrasanta al comando di 26 galee. La chiesa conserva la teca in avorio lavorato (di fattura orientale e datata tra il XIII e il XIV secolo) utilizzata per il trasporto della reliquia. Quest'ultima è citata per la prima volta in un documento dei beni della parrocchia di Nostra Signora delle Grazie in Megli redatto dall'arcivescovo di Genova monsignor Alessandro Centurione a seguito di una sua personale visita pastorale il 30 ottobre 1598. La spina - nelle forme sottili e avente una dimensione di 45 mm - presenta una macchia scura che si protrae per circa 10-11 mm e una scanalatura come da taglio. Alcune fonti locali asseriscono, infatti, che tale esportazione di un segmento della reliquia della santa spina venne effettuato durante la visita pastorale del vescovo genovese Luigi Lambruschini il 1º settembre 1824 per la donazione ad altra chiesa. Durante il Giovedì santo del 25 marzo 1921, secondo alcuni testimoni, tra questi il locale prevosto Marco Bacigalupo, avvenne un episodio giudicato prodigioso: la punta della spina prese un colore rosso fiammante, quasi come sangue vivo. La reliquia fu venerata due volte da monsignor Giacomo della Chiesa, il futuro papa Benedetto XV.
La chiesa conserva inoltre le reliquie di san Pantaleone e di san Urbano martire e, in diverse teche nella navata sinistra, numerosi ex voto.